# أذر مامادوف
أذر مامادوف (بالأذرية: Məmmədov Azər Fektor oğlu)‏ هو لاعب كرة قدم أذربيجاني في مركز الدفاع، ولد في 7 فبراير 1976 في كنجه في أذربيجان. شارك مع منتخب أذربيجان لكرة القدم. أما مع النوادي، فقد لعب مع نادي شامكير ونادي قبله ونادي قره باغ ونادي كاباز.

## وصلات خارجية
- أذر مامادوف على موقع ناشيونال فوتبول تيمز (الإنجليزية)
- أذر مامادوف على موقع عالم كرة القدم.نت (الإنجليزية)